# Населення Західної Сахари
Населення Західної Сахари. Чисельність населення країни 2012 року становила 570,8 тис. осіб (172-ге місце у світі). Оцінка досить умовна, тому що місцеве населення веде кочовий спосіб життя і не має громадянства. Чисельність західносахарців стабільно збільшується, народжуваність 2015 року становила 30,24 ‰ (40-ве місце у світі), смертність — 8,34 ‰ (84-те місце у світі), природний приріст — 2,82 % (12-те місце у світі) . 

## Природний рух

### Відтворення
Народжуваність в Західній Сахарі, станом на 2015 рік, дорівнює 30,24 ‰ (40-ве місце у світі). Коефіцієнт потенційної народжуваності 2015 року становив 4 дитини на одну жінку (38-ме місце у світі).
Смертність в Західній Сахарі 2015 року становила 8,34 ‰ (84-те місце у світі).
Природний приріст населення в країні 2015 року становив 2,82 % (12-те місце у світі).

### Вікова структура

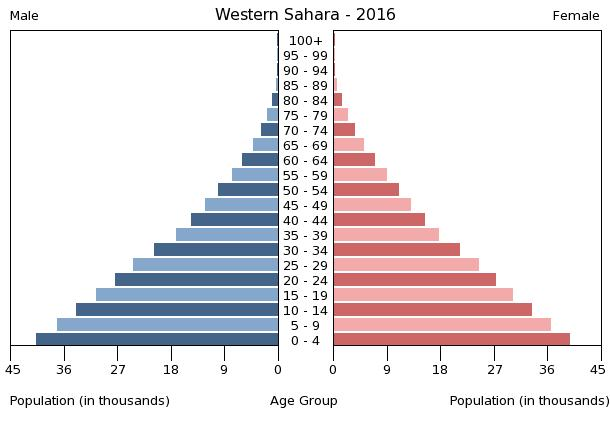
Віково-статева піраміда населення Західної Сахари, 2016 рік

Середній вік населення Західної Сахари становить 21,1 року (184-те місце у світі): для чоловіків — 20,7, для жінок — 21,6 року. Очікувана середня тривалість життя 2015 року становила 62,64 року (190-те місце у світі), для чоловіків — 60,35 року, для жінок — 65,02 року.
Вікова структура населення Західної Сахари, станом на 2015 рік, виглядає таким чином:
- діти віком до 14 років — 37,83 % (109 147 чоловіків, 106 789 жінок);
- молодь віком 15—24 роки — 19,63 % (56 412 чоловіків, 55 624 жінки);
- дорослі віком 25—54 роки — 33,93 % (95 296 чоловіків, 98 391 жінка);
- особи передпохилого віку (55—64 роки) — 4,87 % (12 974 чоловіки, 14 829 жінок);
- особи похилого віку (65 років і старіші) — 3,75 % (9406 чоловіків, 11 998 жінок)[1].

## Розселення
Густота населення країни 2015 року становила 2,2 особи/км² (237-ме місце у світі).

### Урбанізація
Західна Сахара надзвичайно урбанізована країна. Рівень урбанізованості становить 80,9 % населення країни (станом на 2015 рік), темпи зростання частки міського населення — 3,27 % (оцінка тренду за 2010—2015 роки).
Головні міста країни: Ель-Аюн — 262,0 тис. осіб (дані за 2014 рік).

## Расово-етнічний склад
| Етнічний склад (2015 рік) | Етнічний склад (2015 рік) | Етнічний склад (2015 рік) | Етнічний склад (2015 рік) | Етнічний склад (2015 рік) |
| ------------------------- | ------------------------- | ------------------------- | ------------------------- | ------------------------- |
| Етнос:                    |                           |                           | Відсоток:                 |                           |
| сахраві                   | сахраві                   |                           | 68.5%                     | 68.5%                     |
| бербери                   | бербери                   |                           | 31.5%                     | 31.5%                     |

Головні етноси країни: араби сахраві, бербери.

## Мови
| Мови Західної Сахари (2015 рік) | Мови Західної Сахари (2015 рік) | Мови Західної Сахари (2015 рік) | Мови Західної Сахари (2015 рік) | Мови Західної Сахари (2015 рік) |
| ------------------------------- | ------------------------------- | ------------------------------- | ------------------------------- | ------------------------------- |
| Мова:                           |                                 |                                 | Відсоток:                       |                                 |
| арабська                        | арабська                        |                                 | 100%                            | 100%                            |

Офіційна мова: стандартна арабська. Поширені діалекти арабської: хасанія, марокканський.

## Релігії
| Релігії в Західній Сахарі (2015 рік) | Релігії в Західній Сахарі (2015 рік) | Релігії в Західній Сахарі (2015 рік) | Релігії в Західній Сахарі (2015 рік) | Релігії в Західній Сахарі (2015 рік) |
| ------------------------------------ | ------------------------------------ | ------------------------------------ | ------------------------------------ | ------------------------------------ |
| Віросповідання:                      |                                      |                                      | Відсоток:                            |                                      |
| мусульмани                           | мусульмани                           |                                      | 99%                                  | 99%                                  |
| інші                                 | інші                                 |                                      | 1%                                   | 1%                                   |

Головна релігія яку сповідує населення країни: іслам.

## Освіта
Рівень письменності дорослого населення (віком від 15 років) 2015 року невідомий.

## Охорона здоров'я
Смертність немовлят до 1 року, станом на 2015 рік, становила 54,7 ‰ (27-ме місце у світі); хлопчиків — 59,61 ‰, дівчаток — 49,6 ‰.

### Захворювання
Кількість хворих на СНІД невідома, дані про відсоток інфікованого населення в репродуктивному віці 15—49 років відсутні. Дані про кількість смертей від цієї хвороби за 2014 рік відсутні.

## Соціально-економічне становище
Співвідношення осіб, що в економічному плані залежать від інших, до осіб працездатного віку (15—64 роки) загалом становить 40,2 % (станом на 2015 рік): частка дітей — 36,1 %; частка осіб похилого віку — 4,1 %, або 24,4 потенційно працездатного на 1 пенсіонера. Загалом ці показники характеризують рівень потреби державної допомоги в секторах освіти, охорони здоров'я і пенсійного забезпечення, відповідно. Дані про відсоток населення країни, що перебуває за межею бідності, відсутні. Дані про розподіл доходів домогосподарств у країні відсутні.

### Трудові ресурси
Загальні трудові ресурси 2001 року становили 144 тис. осіб (178-ме місце у світі). Зайнятість економічно активного населення у господарстві країни розподіляється таким чином: аграрне, лісове і рибне господарства — 50 %; видобувна промисловість, будівництво і сфера послуг — 50 % (станом на 2005 рік). Дані про рівень безробіття серед працездатного населення країни, станом на 2015 рік, відсутні.

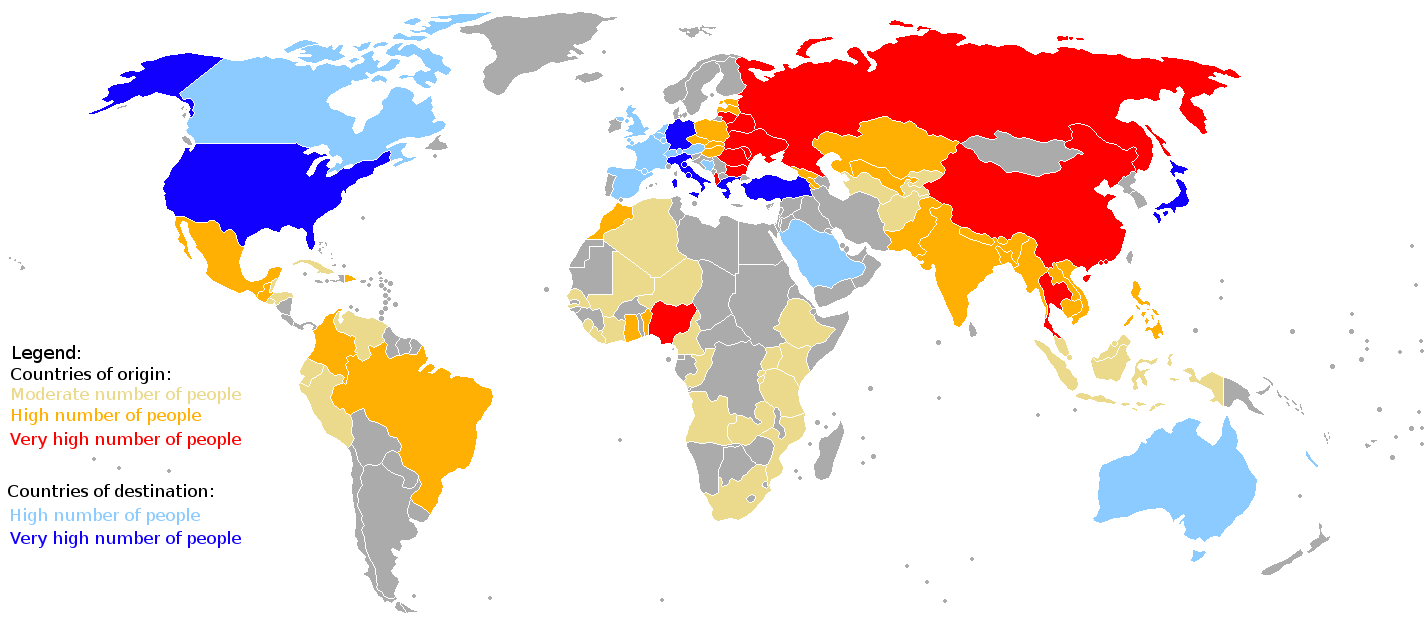
Країни-донори (червоний) і країни-реципієнти кримінальних потоків  (англ.)
Глобальна боротьба з торгівлею людьми (англ.)

## Гендерний стан
Статеве співвідношення (оцінка 2015 року):
- при народженні — 1,04 особи чоловічої статі на 1 особу жіночої;
- у віці до 14 років — 1,02 особи чоловічої статі на 1 особу жіночої;
- у віці 15—24 років — 1,01 особи чоловічої статі на 1 особу жіночої;
- у віці 25—54 років — 0,97 особи чоловічої статі на 1 особу жіночої;
- у віці 55—64 років — 0,88 особи чоловічої статі на 1 особу жіночої;
- у віці за 64 роки — 0,78 особи чоловічої статі на 1 особу жіночої;
- загалом — 0,99 особи чоловічої статі на 1 особу жіночої[1].

## Демографічні дослідження
Демографічні дослідження у країні ведуться рядом державних і наукових установ:

### Українською
- Атлас. 10-11 клас. Економічна і соціальна географія світу / упорядники :  О. Я. Скуратович, Н. І. Чанцева. — К. : ДНВП «Картографія», 2010. — ISBN 978-966-475-639-3.
- Атлас світу / голов. ред. І. С. Руденко ; зав. ред. В. В. Радченко ; відп. ред. О. В. Вакуленко. — К. : ДНВП «Картографія», 2005. — 336 с. — ISBN 9666315467.
- Безуглий В. В. Економічна і соціальна географія зарубіжних країн : Навчальний посібник. — К. : ВЦ «Академія», 2007. — 704 с. — ISBN 978-966-580-239-6.
- Безуглий В. В., Козинець С. В. Регіональна економічна і соціальна географія світу : Навчальний посібник. — видання 2-ге, доп., перероб. — К. : ВЦ «Академія», 2007. — 688 с. — ISBN 966-580-144-9.
- Головченко В. І., Кравчук О. Країнознавство: Азія, Африка, Латинська Америка, Австралія і Океанія. — К., 2006. — 335 с. — ISBN 966-8939-04-2.
- Гудзеляк І. І. Географія населення: Навчальний посібник / І. Гудзеляк. — Л. : Видавничий центр ЛНУ імені Івана Франка, 2008. — 232 с. — ISBN 978-966-613-599-8.
- Дахно І. І. Країни світу: Енциклопедичний довідник / І. І. Дахно, С. М. Тимофієв. — К. : Мапа, 2011. — 606 с. — (Бібліотека нового українця) — ISBN 978-966-8804-23-6.
- Дахно І. І. Економічна географія зарубіжних країн : навчальний посібник. — К. : Центр учбової літератури, 2014. — 319 с. — ISBN 978-611-01-0682-5.
- Джаман В. О. Регіональні системи розселення: демографічні аспекти. — Чернівці : Рута, 2003. — 392 с. — ISBN 9665685988.
- Дорошенко Л. С. Демографія: Навчальний посібник. — К. : МАУП, 2005. — 112 с. — ISBN 966-608-442-2.
- Дубович І. А. Країнознавчий словник-довідник. — 5-те вид., перероб. і доп. — К. : Знання, 2008. — 839 с. — ISBN 978-966-346-330-8.
- Економічна і соціальна географія країн світу. Навчальний посібник / За ред. Кузика С. П. — Л. : Світ, 2002. — 672 с. — ISBN 966-603-178-7.
- Загальна медична географія світу / В. О. Шевченко [та ін.] — К. : [б.в.], 1998. — 178 с.
- Книш М. М., Мамчур О. І. Регіональна економічна і соціальна географія світу (Латинська Америка та Карибські країни, Африка, Азія, Океанія) : навч. посіб. — Л. : ЛНУ ім. Івана Франка, 2013. — 368 с. — ISBN 978-617-10-0007-0.
- Крисаченко В. С. Динаміка населення: Популяційні, етнічні та глобальні виміри. — К. : Видавництво Національного інституту стратегічних досліджень, 2005. — 368 с. — ISBN 966-554-083-1.
- Любіцева О. О., Мезенцев К. В., Павлов С. В. Географія релігій. — К. : АртЕК, 1999. — 504 с. — ISBN 966-505-006-0.
- Масляк П. О. Країнознавство. — К. : Знання, 2007. — 292 с. — (Вища освіта XXI століття)
- Масляк П. О., Дахно І. І. Економічна і соціальна географія світу / П. О. Масляк, І. І. Дахно ; за ред. П. О. Масляка. — К. : Вежа, 2003. — 280 с. — ISBN 966-7091-53-8.

### Російською
- (рос.) Западная Сахара // Демографический энциклопедический словарь / главн. ред. Валентей Д. И. — М. : Советская энциклопедия, 1985. — 608 с.
- (рос.) Западная Сахара // Африка: энциклопедический справочник [в 2-х тт.] / гл. ред. А. Громыко. — М. : Советская энциклопедия, 1986. — Т. 1. — 672 с.
- (рос.) Западная Сахара // Страны и народы. Африка. Общий обзор. Северная Африка / Редкол. : А. А. Громыко и др. — М. : «Мысль», 1982. — 349 с. — (Страны и народы) — 180 тис. прим.
- (рос.) Атлас народов мира / Отв. ред. С. И. Брук и В. С. Апенченко. — М. : ГУГК ГГК СССР и Институт этнографии им. Н. Н. Миклухо-Маклая АН СССР, 1964. — 185 с. — 20 тис. прим.
- (рос.) Численность и расселение народов мира. Этнографические очерки / под ред. С. И. Брука. — М. : Издательство АН СССР, 1962. — 487 с.
- (рос.) Лаппо Г. М. География городов: Учебное пособие для географических факультетов вузов. — М. : Туманит, изд. центр ВЛАДОС, 1997. — 476 с. — ISBN 5-691-00047-0.
- (рос.) Ягельский А. География населения. — М. : Прогресс, 1980. — 383 с.